# 俄羅斯的瑪麗亞·亞歷山德羅芙娜女大公
瑪麗亞·亞歷山德羅夫娜（俄语：Мария Александровна，1853年10月17日—1920年10月24日），俄罗斯帝国女大公、愛丁堡公爵夫人、萨克森-科堡-哥达公爵夫人。
瑪麗亞·亞歷山德洛芙娜是俄罗斯沙皇亚历山大二世和第一任妻子玛丽唯一活到成年的女兒。她是沙皇最喜爱的孩子，從小过着奢華的生活。她有一位英国保姆，并因此成为第一位会说流利英语的俄罗斯女大公。

## 婚姻生活
1868年10月，她在德国探望亲友贝翠丝公主和巴腾堡一家的时候邂逅了爱丁堡公爵阿尔弗雷德王子。阿尔弗雷德是英国维多利亚女王的儿子。玛丽亚很快就爱上了爱丁堡公爵，两人也情投意合。俄罗斯和英国王室都因政治、宗教和个人原因而不太愿意接受他们的婚事。在雙方的堅持下，他们最终在1873年订婚。
1874年1月，她在俄罗斯和阿尔弗雷德结婚，成为爱丁堡公爵夫人。同年3月，她搬到英格兰克拉伦斯府居住，维多利亚女王起初也十分满意她的新媳婦。她诞下五名孩子，但是瑪麗亞·亞歷山德洛芙娜很快就不喜欢在英国的生活：她讨厌英国气候、食物和夫家的人。她也经常和维多利亚女王发生爭執。
1920年，她在睡梦中去世，终年67岁。瑪麗亞·亞歷山德洛芙娜是亚历山大二世唯一一位在1917年俄国革命后存活的孩子。